# Wickham Point Immigration Detention Centre

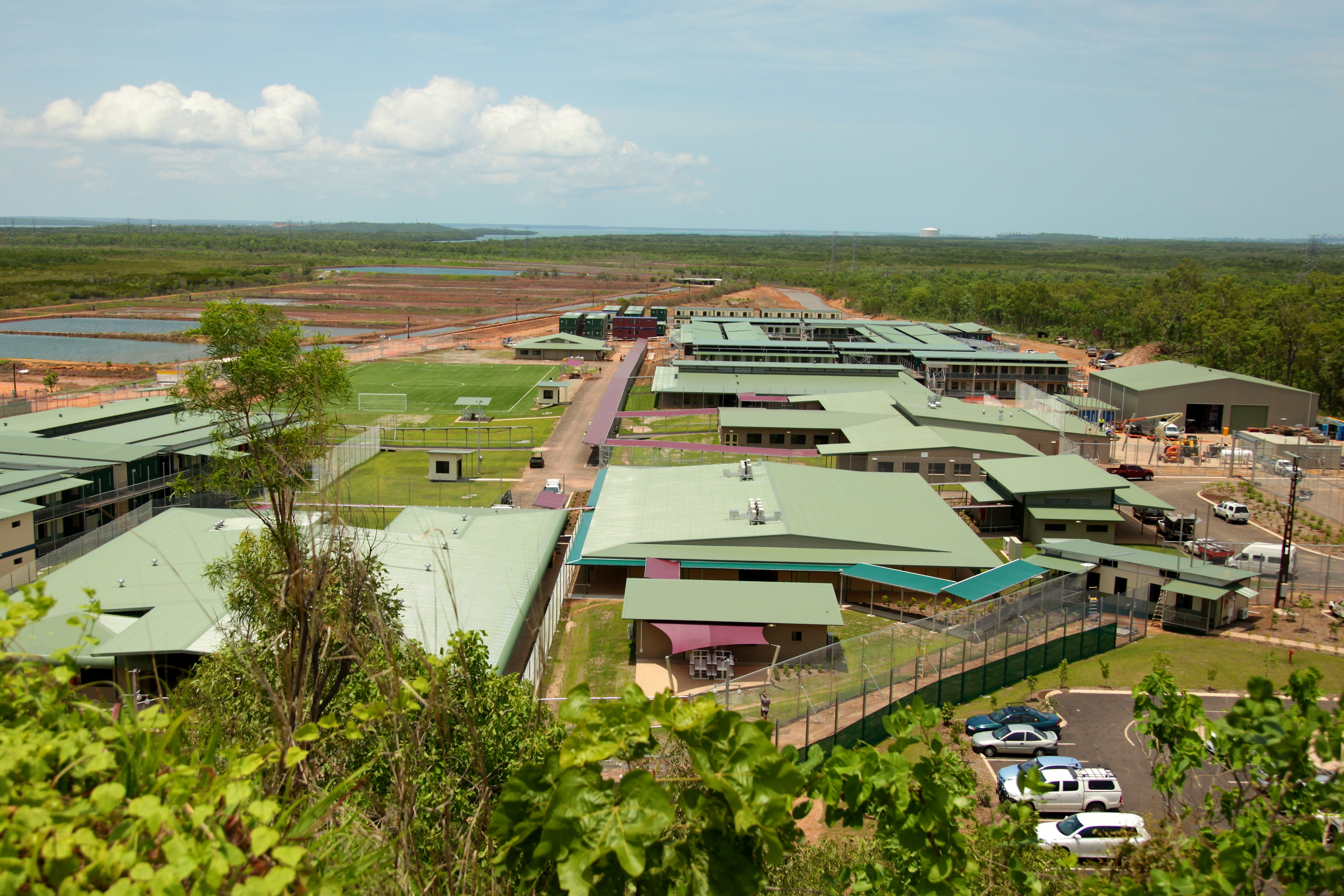
Wickham Point Immigration Detention Centre bei Darwin (2011)

Als Wickham Point Immigration Detention Centre (deutsch: Wickham-Point-Einwanderungshaftanstalt) wurde ein australisches Lager für Boatpeople bezeichnet, das sich 35 Kilometer südlich von Darwin im Outback im Northern Territory befand. In diesem Lager wurden Menschen, die versucht hatten, auf dem Seeweg Australien zu erreichen, um einen Asylantrag zu stellen, in Einwanderungshaft festgesetzt. Die Kapazität des Asylantenlagers betrug 1500 Personen.
Eröffnet wurde dieses Lager im Dezember 2011, als die Australian Labor Party regierte, die unter der Premierministerin Julia Gillard auf eine rigide Migrations- und Asylpolitik Australiens einschwenkte.
Anfang Juli 2016 wurde das Lager geschlossen. Gegen die Schließung des Lagers wandte sich Northern Territorys Chief Minister Adam Giles im Mai 2016 in militärischer Sprache, denn durch die Aufgabe des Lagers bei Darwin werde eine „frontline of defence of northern Australia“ (deutsch: „Verteidigungslinie des nördlichen Australiens“) aufgegeben.

## Lager
Das Lager ist von hohen und elektrischen Zäunen umgeben. Es liegt in einem Gebiet mit einem harten Klima, das von Hitze und Trockenheit gekennzeichnet ist. Zusätzlich ist es weit von Siedlungen entfernt, denn die nächstgelegene Siedlung ist Palmerston in einer Entfernung von 15 Kilometern.

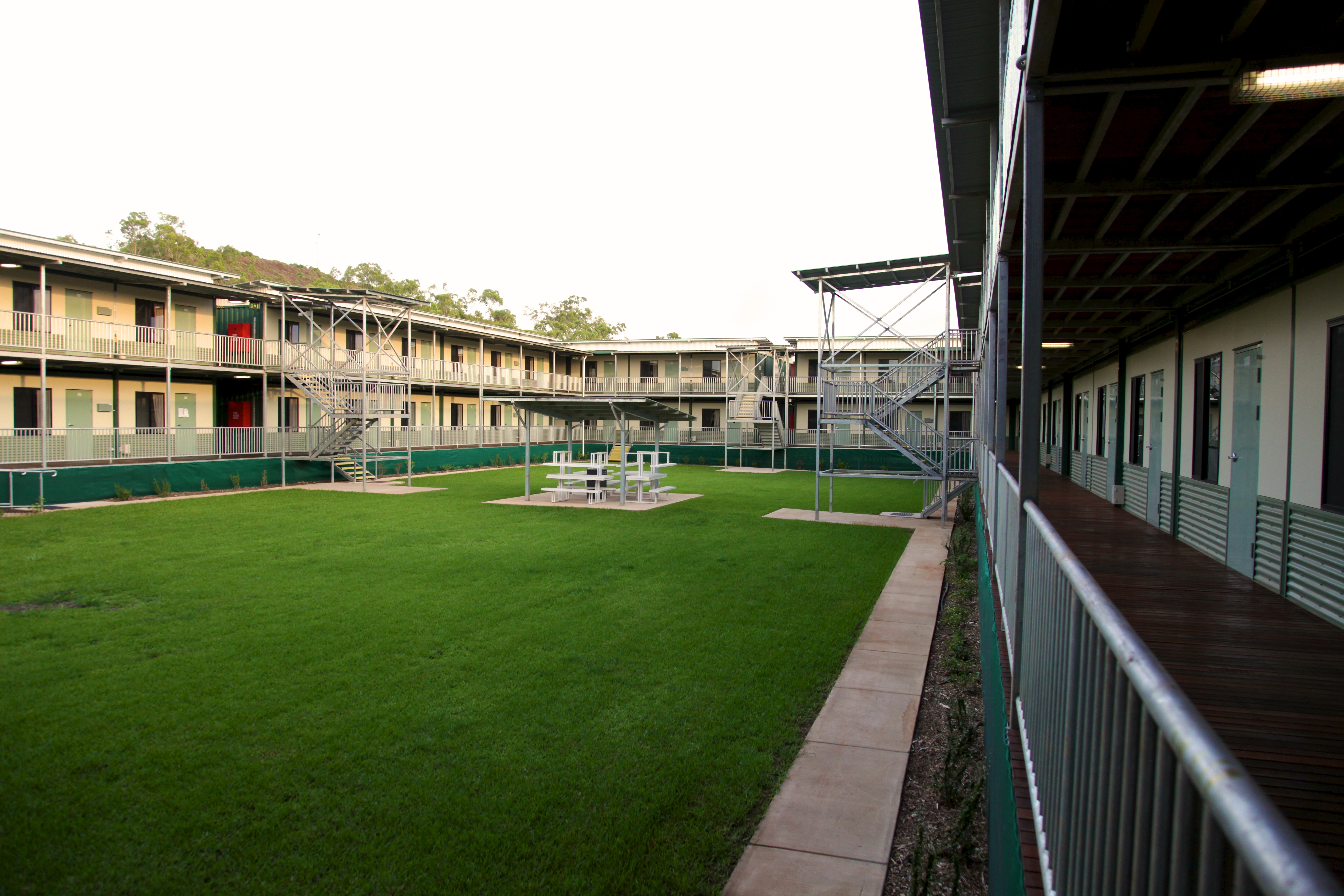
Innenhof im Lagerkomplex (2011)

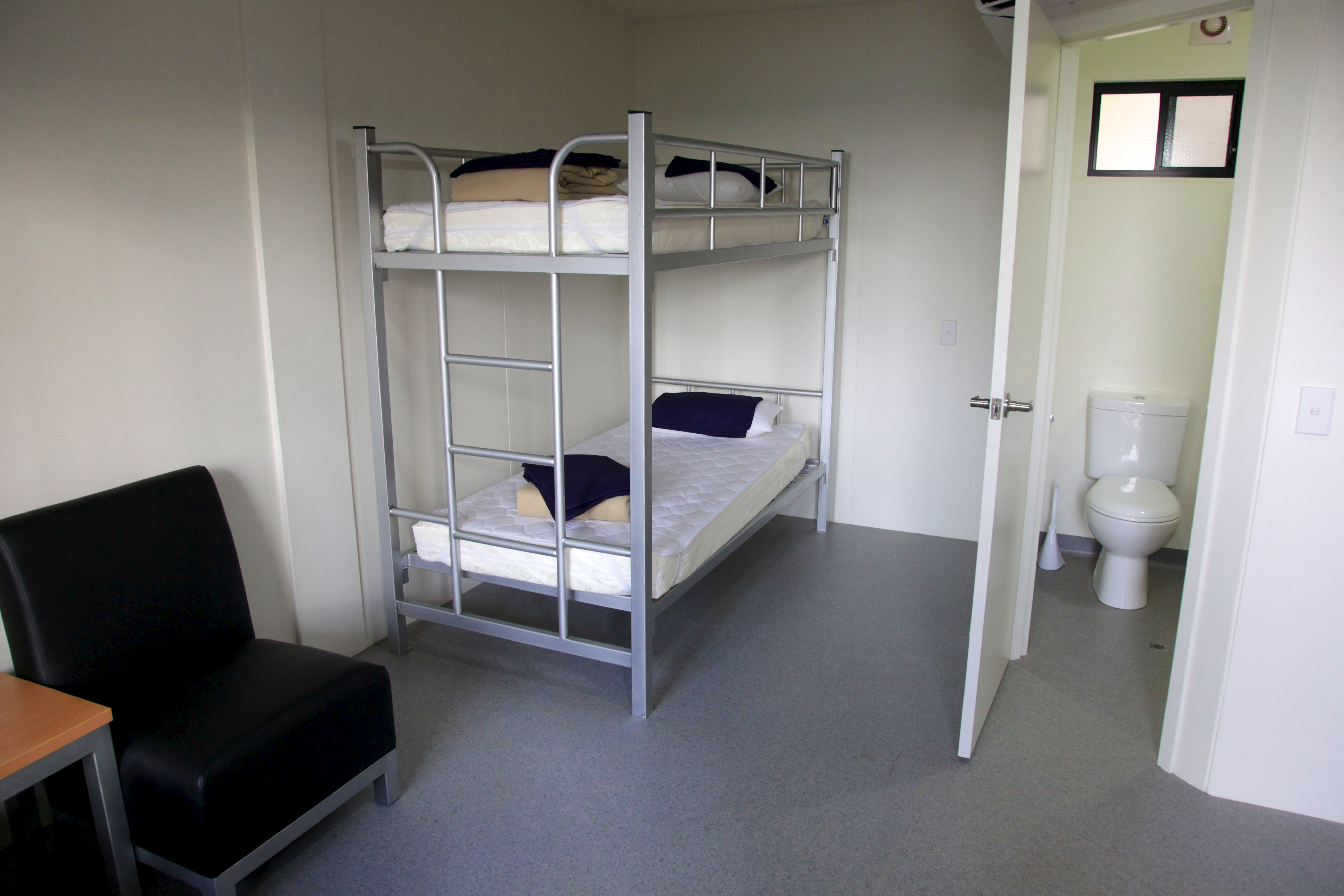
Räumliche Unterbringung (2011)

Das Lager ist in drei Bereiche durch Zäune untergliedert, die Sand, Surf und Sun genannt werden. Im Lagerkomplex Surf wurden alleinstehende erwachsene Frauen und im Komplex Sun alleinstehende erwachsene Männer untergebracht. Der Komplex Sand waren alleinstehende Frauen und Familien mit Kindern verwendet. Am 11. Juli 2013 wurde das am Lagereingang befindliche Gebäude zur Unterbringung von Eltern mit Kindern umgewidmet, ein sogenannter Alternative Place of Detention. Dieser Komplex ist räumlich von den anderen Lagern abgetrennt. Die Überwachung war in diesem Komplex, im Gegensatz zu den anderen, nicht total. Allerdings durften auch diese Insassen das Lager nicht verlassen, eine leicht abgeschwächte Einwanderungshaft.
Vom 16. bis 18. Oktober 2016 suchte die Australian Human Rights Commission das Lager auf. Zu dieser Zeit befanden 607 Asylsuchende im Lager, darunter 154 Familien mit 64 Kindern unter 18 Jahren. Die australische Menschenrechtskommission hält aufgrund der praktizierten Haftbedingungen und der weiten Entfernung von Rettungskräften für Notfälle für Kinder als völlig ungeeignet.

## Schließung

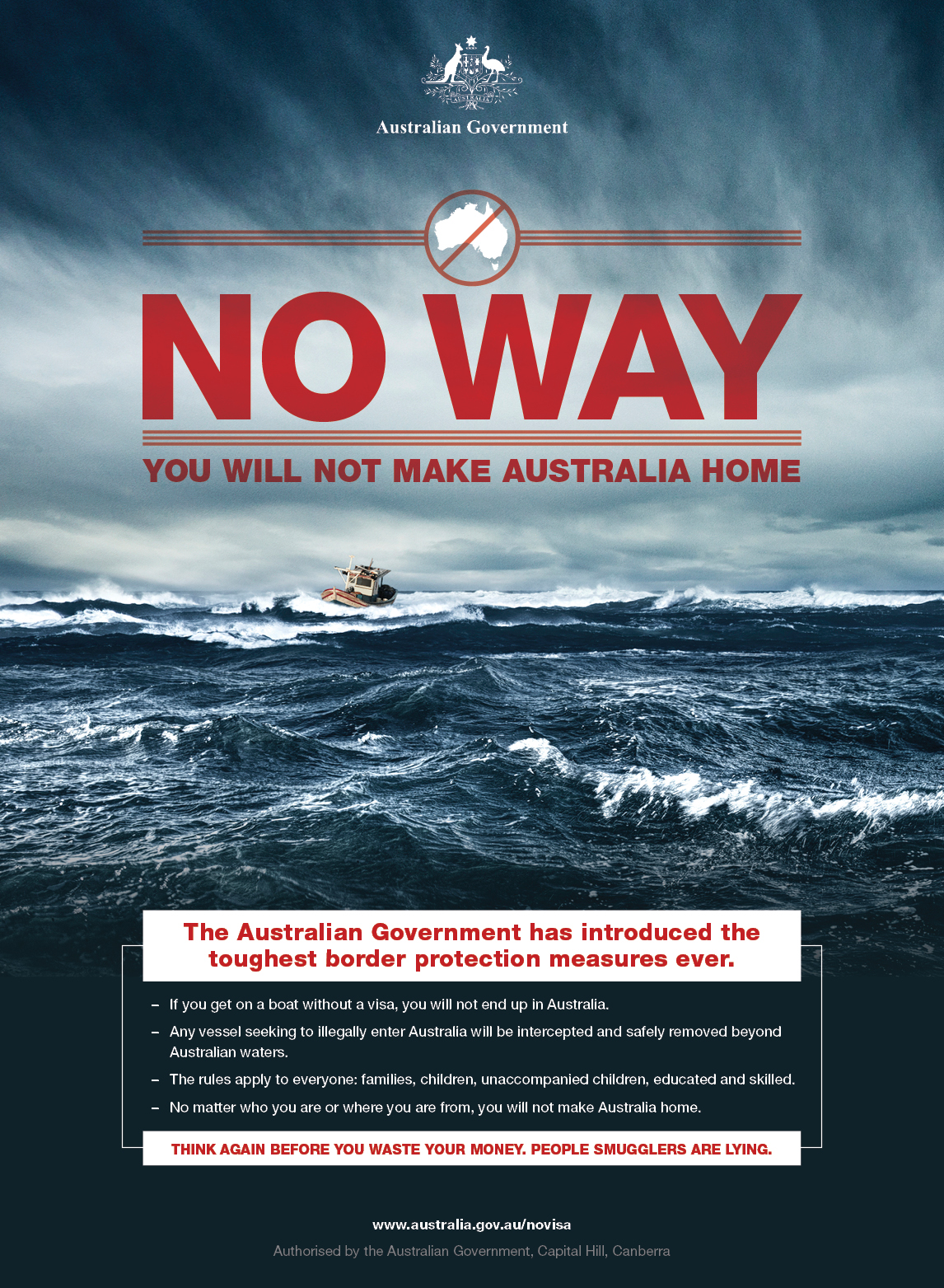
Plakat der australischen Regierung Stop the Boats - Operation Sovereign Borders

Immigrationsminister Peter Dutton, der das Department of Immigration and Border Protection sowohl unter der konservativen Regierung von Tony Abbott und Malcolm Turnbull leitete, gab im Februar 2015 bekannt, dass dieses Lager geschlossen werde. Als Grund nannte er die erfolgreiche Politik „Stop the Boats“ der damals regierenden konservativen Regierung, diese habe zu sinkenden Asylantenzahlen geführt. Der Lagerkomplex, der Blaydin Point Centre genannt wird und in dem Familien mit Kindern untergebracht sind, werde ebenso nicht mehr benötigt. Er solle bereits im April 2015 geschlossen werden.
Als am 15. April 2015 im Lager bekannt wurde, dass Insassen ins Nauru Regional Processing Centre, ein berüchtigtes Lager für Boatpeople, auf dem Inselstaat Nauru verlegt sollten, kam es zu einem Aufruhr im Lager. Zahlreiche Lagerinsassen wurden von diesem Lager nach Australien deportiert und kannten die dortigen schlechten Verhältnisse. Die meisten Insassen wurden in das Lager Yongah Hill Immigration Detention Centre in Western Australia oder nach Melbourne in Victoria in die dort befindliche Immigration Transit Accommodation gebracht.